# Гарелин, Яков Петрович
Я́ков Петро́вич Гаре́лин (1820—1890) — известный русский фабрикант и меценат г. Иваново-Вознесенска, основатель мануфактурного дела. Почётный гражданин города Иванова. Действительный член Императорского русского географического общества, Императорского общества истории и древностей при Московском университете и Владимирского губернского статистического комитета.

## Биография
Родился 16 октября 1820 года в селе Иваново Шуйского уезда в семье фабрикантов Гарелиных. Происходил из крестьян. Его отец, Пётр Мефодьевич, был родом из села Иванова, вотчины графа Шереметева. Позднее он стал купцом, а в 1828 году получил вольную от помещика. Яков унаследовал от отца не только деловую хватку, но и энергичность, любознательность и стремление к знаниям. Он много путешествовал по России и за границей, посещая Москву и Санкт-Петербург, а также другие страны.
Период активной деятельности Якова Гарелина ознаменовался заметным ускорением развития Иваново-Вознесенска. Если ранее исторические события в селе Иваново происходили относительно редко, то с середины XIX века наблюдается заметное ускорение социально значимых событий: открытие больницы для рабочих, основание публичной библиотеки, образование города Иваново-Вознесенска и другие преобразования. Этот период интенсивного развития связывают с деятельностью Гарелина как предпринимателя и общественного деятеля.
Яков Гарелин родился в семье ивановского предпринимателя Петра Мефодьевича Гарелина. Отец, считавший образование излишним для фабричного дела, тем не менее, приобщил сына к производству с юных лет. Однако, Яков проявил интерес к чтению и самообразованию. В 1844 году, в возрасте 24 лет, унаследовал ситцевую мануфактуру и успешно продолжил семейное дело, начав свою фабричную деятельность. Его стремление к новым знаниям способствовало модернизации производства, и к 1850 году предприятие Гарелина стало одним из самых передовых в Иванове. За успехи в промышленности он был удостоен звания потомственного почётного дворянина. В 1846 году женился на Любови Васильевне Соболевой, происходившей из богатой ярославской купеческой семьи. Любовь Васильевна была образованной женщиной, увлекалась литературой и публиковалась под различными псевдонимами («Лилина», «Надежда Либина», «Л.Г.», «Несказаева», «Г-на»). Её перу принадлежат книги «Масленица и пост в провинции», «Рассказы для маленьких детей», стихотворный сборник и перевод детской книги с английского языка «Катя и Лиза». Яков Петрович поддерживал литературные занятия супруги и гордился её образованностью.
Дом Гарелиных на Покровской улице (ныне улица 10-го Августа, 19) был обставлен с купеческим достатком, но с элементами подражания дворянскому быту: красивая мебель, антиквариат, картины и, что было особенно примечательно, большая библиотека. Гарелин собирал книги по богословию, географии, философии, истории, а также художественную литературу, включая произведения Пушкина, Льва Толстого, Байрона и Шиллера. В его собрании были и редкие издания, такие как Коран 1790 года. Рядом с домом был разбит сад, спускавшийся к ручью Кокуй. В семье Гарелиных было пятеро детей: дочери Александра, Антонина, Екатерина, Вера и сын Герман. Воспитание детей было современным для того времени, с уклоном от патриархальных традиций. Дети обучались музыке и чтению, что во многом было заслугой родителей. Особую надежду Яков Петрович возлагал на сына Германа, который увлекался историей и публиковал статьи во «Владимирских губернских ведомостях». Однако Герман скончался в 1880 году в возрасте 23 лет, что стало тяжёлым ударом для Гарелина. Несмотря на желание отца видеть Германа своим преемником в фабричном деле, Яков Петрович не стал настаивать, видя отсутствие у сына склонности к предпринимательству.
В 1878 году отошёл от фабричных дел и сдал фабрику в аренду Петру Николаевичу Грязнову, одному из своих служащих, который впоследствии стал владельцем предприятия. Согласно завещанию, Гарелин оставил городу свой дом, парк, коллекции (картин, икон, медалей, старинных документов, монет), библиотеку, а также земельные участки. В его доме планировалось открыть училище с курсами садоводства, огородничества и технического рисования, а также городской музей ремёсел и промышленности, для которого предназначалась его коллекция. Однако завещание не было исполнено в полной мере. Душеприказчиками были назначены зять А.Л. Келин, доктор медицины И.С. Шмидт и фабрикант Н.А. Ясюнинский.
С 1877 года по 1886 год являлся городским головой Иваново-Вознесенска. Смерть сына Германа, вероятно, подорвала здоровье Любови Васильевны, которая скончалась в 1885 году. Яков Петрович тяжело переживал вдовство. В последние годы жизни, оставшись один, он, по некоторым свидетельствам, сблизился со своей служанкой Пашей. Современники отмечали, что Паша была привлекательной женщиной, и Гарелин испытывал к ней чувства. В поисках способов продлить молодость и силы, Гарелин заинтересовался исследованиями французского физиолога Шарля Броун-Секара, известного своими работами по омоложению организма. По некоторым данным, ездил во Францию для прохождения курса лечения «эликсиром молодости» Броун-Секара, либо получал препарат в Москве. Сообщалось о кратковременном улучшении его состояния после применения лекарства, за которым последовало быстрое угасание.
Скончался 31 октября 1890 года, оставив почти всё своё состояние на благотворительные нужды. Несмотря на неоднозначные слухи о его личной жизни, современники и потомки признавали его огромный вклад в развитие Иваново-Вознесенска. В 2006 году ему было присвоено звание «Почётный гражданин города Иванова», в 2000 году его имя было присвоено Центральной городской библиотеке, а в 2011 году в Иванове был открыт памятник Я. П. Гарелину. Также было переиздано его историческое исследование «Город Иваново-Вознесенск, или Бывшее село Иваново и Вознесенский посад».

## Городской голова
На посту городского головы Гарелин много сделал для благоустройства и озеленения Иваново-Вознесенска, включая организацию уличного освещения, создание парка (ныне Парк Степанова) и бульвара Кокуй, открытие публичной библиотеки, реального и женского училищ. Он также способствовал развитию железнодорожного сообщения в регионе.
Ещё до избрания городским головой, Гарелин активно участвовал в развитии территории. В 1849 году, заручившись поддержкой других промышленников, он обратился к Владимирскому губернатору с ходатайством об учреждении Вознесенский посада на противоположном берегу реки Уводи. В 1853 году по указу правительства был образован Вознесенский посад путем объединения нескольких слобод. Хотя должность городского головы в посаде изначально занимал Иван Бабурин, впоследствии она перешла к Гарелину. Современники, такие как литератор Ф. Нефедов, описывали Вознесенский посад и село Иваново как места, сочетающие признаки села и города, с деревянными избами, фабриками и кабаками, отмечая при этом контраст между бедностью и богатством.
Понимая необходимость развития городской инфраструктуры, Гарелин инициировал строительство Гостиного двора на средства совместно с Иваном Зубковым, который был передан в собственность посада. По его инициативе были учреждены Всехсвятская и Михайловская ярмарки, имевшие губернское значение. В 1858 году Гарелин передал посаду 110 десятин земли, которая использовалась сначала как пастбище, а затем под застройку жилья для рабочих. Помимо этого, на средства Гарелина были открыты училище, общественный банк и больница, что было особенно актуально в условиях тяжёлых и небезопасных условий труда на фабриках того времени.

## Литературная и краеведческая деятельность
Написал ряд краеведческих статей по истории Иваново-Вознесенска, а также книгу «Город Иваново-Вознесенск или бывшее село Иваново и Вознесенский посад», изданную в 1885 году. В своей книге «Город Иваново-Вознесенск или бывшее село Иваново и Вознесенский посад» опирался не только на печатные источники, но и на личные наблюдения и воспоминания старожилов, собранные им на протяжении 30 лет. Это делало его труд ценным источником по истории края, основанным на сочетании архивных данных и живой народной памяти. В своих работах Гарелин не идеализировал промышленный прогресс и не обходил вниманием социальные проблемы, отмечая тяжёлое положение рабочих и недостатки в социальной сфере, несмотря на свои собственные усилия по улучшению жизни города.

## Благотворительность
В 1861 году выделил 8 тысяч рублей на открытие больницы для мастеровых и рабочих в Вознесенском посаде.
В 1865 году в своём доме организовал публичную библиотеку, в которую передал все свои книги — 1500 книжных томов, которые впоследствии вместе с домом были переданы городу.
В 1886 году пожертвовал в знаменитый московский Румянцевский музей собрание историко-юридических фактов, в основном XVII века, относящихся к Суздальской земле (около 3 тыс. экземпляров).
Пожертвовал географическому обществу этнографический альбом, за что удостоился серебряной медали.
В своем завещании оставил городу часть капитала на сумму 3 тыс. руб., чтобы на проценты с него два раза в год беднейшим жителям Иваново-Вознесенска раздавалось мясо. Также выделил 4 тысячи рублей на содержание ночлежного приюта. В собственность города переходили бывшие угодья в черте Иваново-Вознесенска и в сельской местности. По завещанию в городе должно было открыться училище с преподаванием курса садоводства, огородничества и технического рисования. На устройство и содержание училища выделилось 40 тыс. рублей.
Яков Гарелин оставил значительное состояние на благотворительные цели. В своем завещании он выделил средства на нужды города: 3 тысячи рублей были переданы городу для раздачи мяса беднейшим жителям дважды в год на проценты с капитала, 4 тысячи рублей на содержание ночлежного приюта, и 40 тысяч рублей на создание училища садоводства, огородничества и технического рисования.
В ноябре 2000 года Ивановской центральной городской библиотеке было присвоено имя Якова Гарелина, книжная коллекция которого легла в основу библиотеки.

## Память
10 января 2011 года одна из улиц города Иваново, носившая название «улица Боевиков» переименована в улицу Якова Гарелина.
30 мая 2011 года в Иванове на площади Революции открыт памятник Якову Гарелину.